# 美國佬 (雞尾酒)

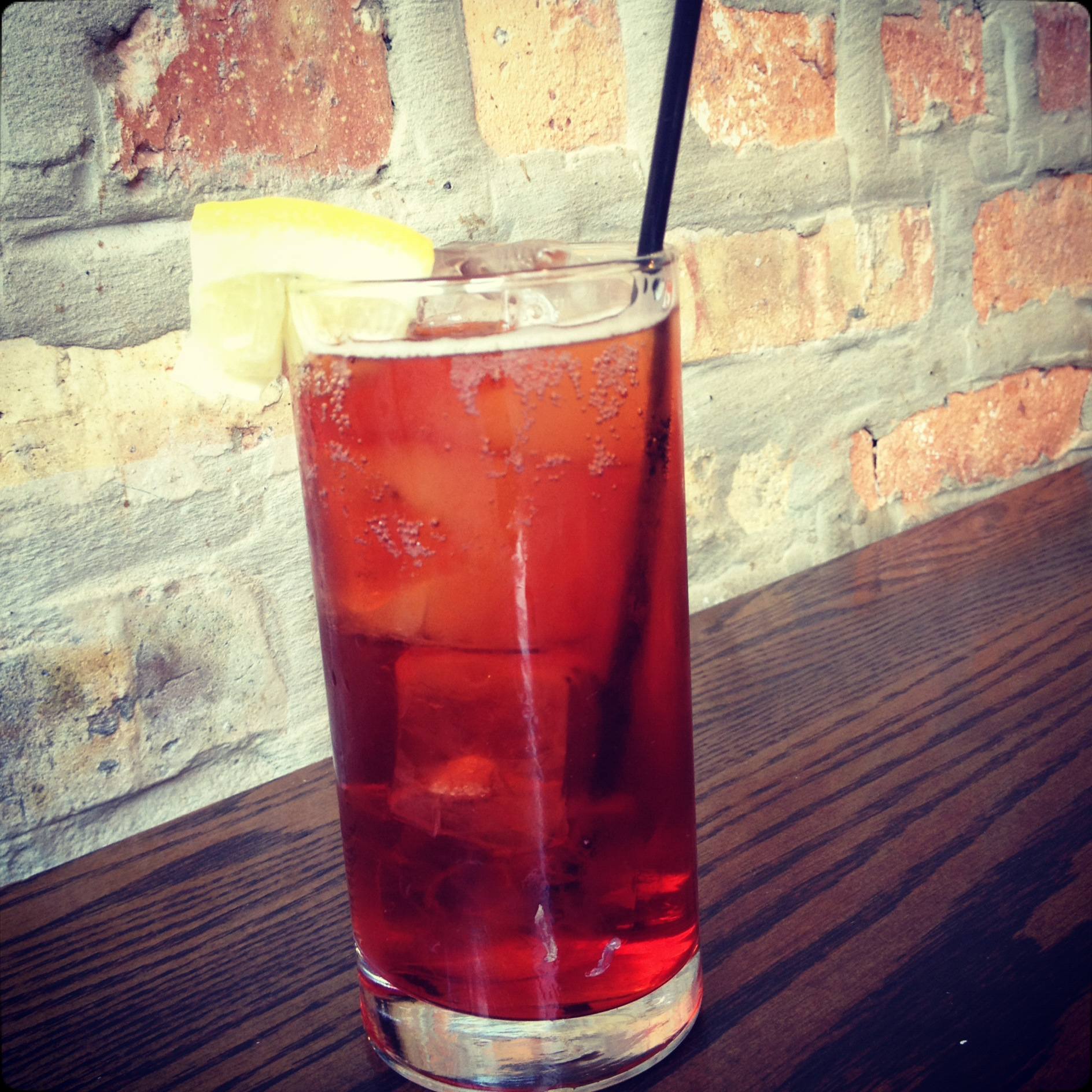
一份美國佬

美國佬（英語：Americano），是一種源自於意大利的鸡尾酒，首先出现在发明者 Gaspare Campari 的酒吧，是IBA列出的世界鸡尾酒大赛的比赛鸡尾酒项目之一，最早被称为 Milano-Torino，由基酒的产地得名，在美国禁酒令期间，这款酒是到意大利的美国客人最喜爱的鸡尾酒，因此又得名“Americano”（意即“美国人”）。

## 配方
将30ml甜香艾酒（Vermouth）和30ml金巴利（Carmpari）倒到一个装满冰的古典杯子中，添入少量苏打水，饰以橙子皮卷或檸檬皮卷。